# Bijelo Polje, Podgorica
Bijelo Polje este un sat din municipiul Podgorica, Muntenegru. Conform datelor de la recensământul din 2003, localitatea are 826 de locuitori (la recensământul din 1991 erau 770 de locuitori).

## Demografie
În satul Bijelo Polje locuiesc 624 de persoane adulte, iar vârsta medie a populației este de 36,2 de ani (35,6 la bărbați și 36,9 la femei). În localitate sunt 207 gospodării, iar numărul mediu de membri în gospodărie este de 3,99.
|  |

| Demografie | Demografie | Demografie |
| An         | Locuitori  | Locuitori  |
| ---------- | ---------- | ---------- |
|            |            |            |
|            |            |            |
|            |            |            |
|            |            |            |
| 1948       | 607        |            |
| 1953       | 617        |            |
| 1961       | 638        |            |
| 1971       | 715        |            |
| 1981       | 765        |            |
| 1991       | 770        | 754        |
| 2003       | 857        | 826        |

| \| Componența etnică conform recensământului din 2003[2] \| Componența etnică conform recensământului din 2003[2] \| Componența etnică conform recensământului din 2003[2] \| Componența etnică conform recensământului din 2003[2] \| Componența etnică conform recensământului din 2003[2] \| \| ----------------------------------------------------- \| ----------------------------------------------------- \| ----------------------------------------------------- \| ----------------------------------------------------- \| ----------------------------------------------------- \| \| \| \| \| \| \| \| Muntenegreni \| Muntenegreni \| \| 660 \| 79,9% \| \| Sârbi \| Sârbi \| \| 159 \| 19,24% \| \| necunoscută \| necunoscută \| \| 3 \| 0,36% \| |              |  |     |        |
| Componența etnică conform recensământului din 2003 |              |  |     |        |
| |              |  |     |        |
| Muntenegreni | Muntenegreni |  | 660 | 79,9%  |
| Sârbi | Sârbi        |  | 159 | 19,24% |
| necunoscută | necunoscută  |  | 3   | 0,36%  |